# آن سونج-مين
آن سونج-مين (3 نوفمبر 1985 في كوريا الجنوبية - ) هو لاعب كرة قدم كوري جنوبي في مركز الوسط. لعب مع نادي بوسان أي بارك ونادي دايجو.

## وصلات خارجية
- آن سونج-مين على موقع دوري كوريا الجنوبية (الإنجليزية)
- آن سونج-مين على موقع Soccerway.com (الإنجليزية)